# 1. Jahrtausend v. Chr.
Portal Geschichte | Portal Biografien | Aktuelle Ereignisse | Jahreskalender | Tagesartikel

◄ |
2. Jahrtausend v. Chr. |
1. Jahrtausend v. Chr. |   1. Jahrtausend | ►

10. Jh. v. Chr. |
9. Jh. v. Chr. |
8. Jh. v. Chr. |
7. Jh. v. Chr. |
6. Jh. v. Chr. |
5. Jh. v. Chr. |
4. Jh. v. Chr. |
3. Jh. v. Chr. |
2. Jh. v. Chr. |
1. Jh. v. Chr.
Das 1. Jahrtausend v. Chr. beschreibt den Zeitraum von 1000 vor Christus bis zum Beginn der christlichen Zeitrechnung.

## Epochen
- 800 v. Chr.: In Mitteleuropa endet die Bronzezeit, und es beginnt die ältere Eisenzeit, die so genannte Hallstattzeit.
- 400 v. Chr.: In Mitteleuropa endet die ältere Eisenzeit, und die jüngere Eisenzeit beginnt, die so genannte Latènezeit, die bis ca. 30/15 v. Chr. andauert.

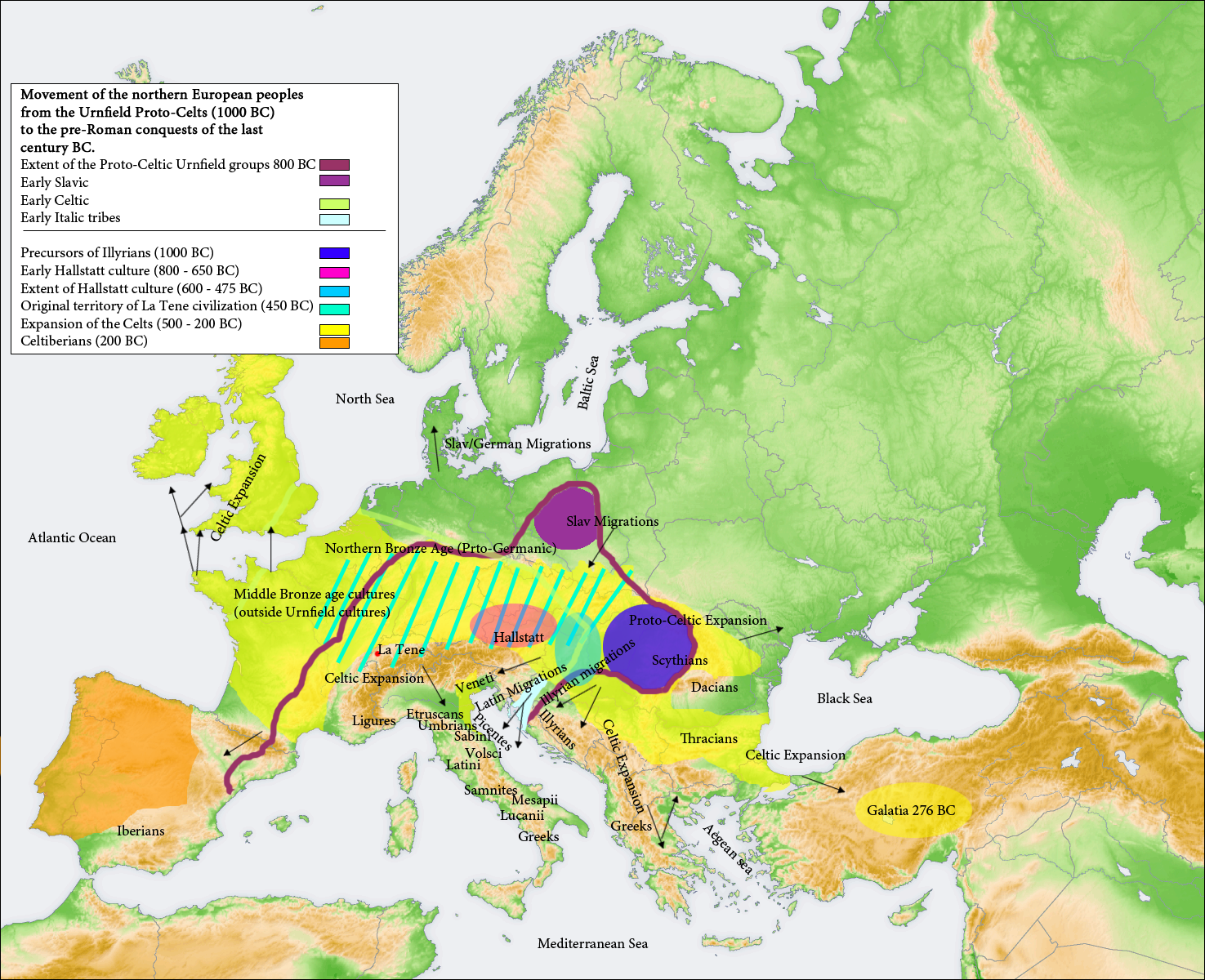
Karte der Bevölkerungsdynamik nordeuropäischer Völker von den Urnenfelderkultur / Protokelten (1000 v. Chr.). Bis zu den vorrömischen Eroberungen des letzten Jahrhunderts v. Chr.

## Ereignisse
- Um 1000 v. Chr.: Die Iberer treten erstmals in Erscheinung.
- Um 1000 v. Chr. bis ca. 500 v. Chr.: Kolonisation der Ägäis, der Küsten Kleinasiens und des Schwarzen Meeres, Siziliens und Süditaliens von Griechenland aus.
- Um 1000 v. Chr.: Anfänge der etruskischen Hochkultur, um 800 v. Chr. Ausbreitung, um 600 v. Chr. Blütezeit.
- Um 750 v. Chr.: Gründung Roms, der ewigen Stadt.
- Um 600 v. Chr.: Beginn des Römischen Reichs.
- Um 500 v. Chr. gewann (mit der Mantik einhergehend) der Glaube Gestalt, das Individualschicksal sei mit Hilfe des Horoskops ablesbar.
- Um 500 v. Chr.: Der Buddhismus entwickelt sich.
- Um 500 v. Chr.: Die Kelten dringen in Nordspanien ein.
- Um 400 v. Chr.: Der griechische Philosoph Demokrit macht sich Gedanken über den Aufbau der Materie – er schuf den Begriff Atom.
- Im Jahre 214 v. Chr. lässt der chinesische Kaiser Qin Shihuangdi die ersten zusammenhängenden Teile der Chinesischen Mauer errichten.
- Um 200 v. Chr.: Die Kelten erreichten ihre größte Ausbreitung.
- 2./1. Jahrhundert v. Chr.: Das Römische Reich besiegt seine Widersacherin Karthago, erobert die verbliebenen Diadochenstaaten und beherrscht den gesamten Mittelmeerraum.
- Der Tanach wird geschrieben.
- Zum Landkrieg kam, im Zuge der Entwicklung der Seefahrt, auch der Seekrieg.
- In der Zhou-Dynastie (etwa 1045 bis 256 v. Chr.) wird in China die Herstellung von Gusseisen beherrscht.

## Wichtige Persönlichkeiten
- vermutlich 8. Jahrhundert v. Chr.: Homer, griechischer Dichter
- 6./5. Jahrhundert v. Chr.: Konfuzius, chinesischer Philosoph
- 6. Jahrhundert v. Chr.: Kyros II., Gründer des Persischen Reiches
- 6./5. Jahrhundert v. Chr.: Buddha, Philosoph aus Süd-Nepal/Nord-Indien
- 5. Jahrhundert v. Chr.: Herodot, griechischer Geschichtsschreiber und Geograph
- 5./4. Jahrhundert v. Chr.: Sokrates, griechischer Philosoph
- 5./4. Jahrhundert v. Chr.: Hippokrates, griechischer Arzt
- 4. Jahrhundert v. Chr.: Platon, griechischer Philosoph
- 4. Jahrhundert v. Chr.: Aristoteles, griechischer Philosoph
- 4. Jahrhundert v. Chr.: Alexander der Große, makedonischer König und Feldherr
- 3. Jahrhundert v. Chr.: Archimedes, griechischer Mathematiker
- 3. Jahrhundert v. Chr.: Qin Shihuangdi, Gründer des Kaiserreichs China und Errichter der chinesischen Mauer
- 3./2. Jahrhundert v. Chr.: Hannibal, karthagischer Feldherr
- 1. Jahrhundert v. Chr.: Vitruv, römischer Architekt und Schriftsteller
- 1. Jahrhundert v. Chr.: Gaius Iulius Caesar, römischer Staatsmann, Feldherr und Autor